# مينيرفا
مِنرفة (بالإنجليزية: Minerva)‏ (نقحرة: مينيرفا) هي إلهة العقل والحكمة وربة جميع المهارات والفنون والحرف اليدوية عند قدماء الرومان. اندمجت منذ وقت مبكر بالإلهة الإغريقية أثينا Athena واتخذت كثيراً من صفاتها وأساطيرها حتى صار من الصعب التفريق بينهما في الآثار والأعمال الأدبية والفنية؛ مما دعا بعض الباحثين إلى القول إنها لم تكن في الحقيقة سوى الإلهة أثينا ذاتها التي اقتبسها الاتروسكيون ومن بعدهم الرومان. ولكن معظم علماء الديانات القديمة يرون أن منرفة آلهة إيطالية أصيلة ويربطون اسمها بالجذر اللاتيني (Mens) الذي يعني العقل. وفي كل الأحوال فإنه لايوجد أثر لعبادتها في روما قبل دخول الثالوث الإلهي إلى الكابيتول، الذي تم في عهد السيطرة الإتروسكية، حيث أقيم لمنيرفا محراب إلى يمين كبير الآلهة جوبيتر[ر] Jupiter، مثلما كان لزوجته يونو Juno تمثال إلى يساره. وصار الرومان ينظرون إليها على أنها «حامية المدينة»، مثلما كانت أثينا، وغدت طقوسها ذات طابع هيليني، وقد ظهر هذا في الاحتفال الديني الذي جرى عام 217ق.م.
تعتبر منرفة إحدى أهم الآلهة في الأساطير الرومانية القديمة. كانت الطفلة المدللة لجوبيتر كبير الآلهة. وتحكي بعض الأساطير أنها ولدت من جبين جوبيتر كاملة النمو ومرتدية الدروع. ومنرفة إلاهة عذراء مثل الإلاهة أثينا الإغريقية.
كانت منرفة تؤدي مجموعة متنوعة من الوظائف؛ فرمزت في الأصل للمهارة في الصناعة اليدوية، وخاصة تلك المرتبطة بالنساء كالغزل والنسيج، ثم صارت رمزًا للمهارة العامة. وقد عبدها الرومان فيما بعد باعتبارها إلاهة الحكمة. وقد اعتبرت البومة رمزًا للحكمة لأنها طائر منرفة.
عبد الرومان منرفة على أنها إلاهة القوى العقلية في الحرب، فقد كانوا يؤمنون أن الحرب تنطوي على قوى ذهنية عالية جدًا، وصورها معظم الفنانين وهي ترتدي الدرع والخوذة. وكانت تحمل درعًا سحريًا يسمى إيجس.

## معبد منرفة
كان لمنرفة مزار على جبل كائليوس Caelius، عرف باسم منرفة الأسيرة Minerva Capta يضم تمثالها الذي نقل إلى هناك بعد احتلال مدينة فالرئي Valerii الإيطالية عام 241 ق.م، ولكن العبادة الأهم والأكثر شعبية كانت تجري على تل أفنتين Aventine خارج أسوار روما، حيث أقيم لها معبد مقدس منذ القدم، وإن كان لايرد ذكره وثائقياً إلا منذ عام 207ق.م، والذي صار المقر الرئيسي لاجتماع الكتبة والممثلين والموسيقيين والحرفيين الرومان.
كان يوم تدشين هذا المعبد عيد منرفة الرئيسي في روما، الذي عرف بعيد الأيام الخمسة (كوينكواتروس Quinquatrus) بدءاً من 19 آذار/مارس حتى 23 منه. وقد أعاد الإمبراطور أغسطس ترميمه وتجديده، كما ورد في سجل أعماله الخالدة.
كانت منرفة كذلك حامية الشعراء والمعلمين، الذين كان يدفع لهم في عيدها تعويضهم السنوي والذي كان أيضاً يوم عطلة للطلاب. ومن هنا جعلت بعض الجامعات الأوربية منيرفا رمزاً لها بوصفها راعية العلوم والفنون ودارسيها.
كما عبدت منرفة بوصفها الإلهة الشافية Minerva Medica، وجاء ذلك من كونها حامية الأطباء الذين كانوا يلتقون في مكان مقدس لها على تل الاسكويلين Esquiline.
وقد كرمها القائد بومبيوس Pompeius بوصفها واهبة النصر، وأشاد شيشرون Ciceron بفضائلها بوصفها حامية مدينة روما، وبنى لها الإمبراطور دوميتيان Domitianus معبدين في روما مدعياً بنوته منها على الرغم من عذريتها وتحول عيدها في عهده إلى مهرجان رياضي يتبارى فيه أيضاً الشعراء والخطباء.
وبوصفها إلهة عذراء فقد اندمجت بعد انتشار الديانة المسيحية بشخص مريم العذراء وأقيمت لهما كنيسة كبيرة في روما تحمل اسميهما (Santa Maria sopra Minerva).
انتشرت عبادة منرفة في كل أنحاء الامبراطورية الرومانية بوصفها إلهة الحرفيين والأعمال اليدوية والفنية وعثر على مئات التماثيل الصغيرة والكبيرة التي تصورها بأزياء مختلفة والموجودة في معظم متاحف العالم. كما خلدها كثير من الفنانين في لوحات شهيرة وعدد من الأوبرات والأعمال الموسيقية في العصور الحديثة.